# Nova Candelária
Nova Candelária é um município brasileiro do estado do Rio Grande do Sul.